# Яша Топорков (фильм)
«Яша Топорков» — советский мелодраматический чёрно-белый фильм 1960 года, снятый режиссёром Евгением Кареловым на киностудии «Мосфильм» по сценарию Льва и Галины Кокиных.

## Сюжет
Яша Топорков счастливо живёт, женат на Маришке и работает на строительстве. Однако из-за его «левого наряда», о котором Яша давно забыл, происходит авария, в результате которой погибает сварщик. Мастера участка Мирзояна отстраняют от руководства.

## Роли исполняют

Артисты и съёмочная группа кинофильма "Яша Топорков". Фото подписана директору фильма Аркадию Алексееву, он слева от Николая Крючкова. 10 января 1960 год.

- Станислав Хитров — Яша Топорков
- Нина Магер — Мариша
- Николай Крючков — Силух
- Валентин Зубков — Герман
- Артисты и съёмочная группа кинофильма "Яша Топорков". Фото подписана директору фильма Аркадию Алексееву, он слева от Николая Крючкова. 10 января 1960 год.Лидия Смирнова — Тася
- Николай Новлянский — дед Пчела
- Фрунзе Довлатян — Мирзоян
- Николай Сморчков — Дима
- Виктор Маркин — Игорь
- Алексей Кожевников — Петя
- Евгений Кудряшёв — Саша
- Борис Кордунов — следователь
- Пётр Любешкин — главный инженер
- Пётр Соболевский — инженер
- Юрий Никулин — Проша

## Съёмочная группа
- Режиссёр: Евгений Карелов
- Авторы сценария: Лев Кокин, Галина Кокина
- Оператор: Эра Савельева
- Художники-постановщики: Иван Пластинкин, Михаил Карякин
- Композитор: Моисей Вайнберг
- Звукорежиссёр: Лия Беневольская
- Монтажёр: Всеволод Массино
- Директор картины: Аркадий Алексеев

## Премьера
Премьера фильма состоялась 10 мая 1960 года. За первый год кинопроката картину посмотрели 16,7 млн зрителей. Телевизионная премьера фильма состоялась 7 февраля 1962 года по Второй программе ЦТ СССР.

## Награды
- Льву и Галине Кокиным была присвоена 2-я премия на Всесоюзном конкурсе сценариев[4].